# République socialiste soviétique autonome d'Abkhazie
1931–1992
Entités précédentes :
- RSS abkhaze (RSFS de Transcaucasie)

Entités suivantes :
- République autonome d'Abkhazie (République de Géorgie)

La république socialiste soviétique autonome d'Abkhazie est une république socialiste soviétique autonome de la république socialiste fédérative soviétique de Transcaucasie (1931-1936) et de la république socialiste soviétique de Géorgie (1931-1991), en Union soviétique. Elle fut créée lorsque la république socialiste soviétique abkhaze a été rétrogradée au rang de république socialiste soviétique autonome en 1931.